# Maud Powell
Maud Powell (Peru (Illinois, Verenigde Staten) 22 augustus 1867 – Uniontown (Pennsylvania, Verenigde Staten) 8 januari 1920) was een Amerikaanse violiste die internationaal erkenning kreeg voor haar vakmanschap en virtuositeit.

## Biografie
Powell werd geboren in Peru, Illinois. Ze was de eerste Amerikaanse violiste die zich onder de internationale grootheden mocht scharen. Powell’s biografe Karen A. Shaffer stichtte in 1986 de 'Maud Powell Society for Music and Education' om meer bekendheid te geven aan deze violiste en haar belangrijke bijdrage aan het Amerikaanse en internationale muziekleven. De moeder van Powell was Wilhelmina 'Minnie' Bengelstraeter Powell; haar vader William Bramwell Powell die talloze boeken schreef zoals 'The Normal Course of Reading' en daarnaast als opzichter werkzaam was op een basisschool in Peru. Powell was een nicht van John Wesley Powell, een oorlogsheld uit de Amerikaanse burgeroorlog die bekend is geworden door zijn wetenschappelijke expeditie naar de rivier de Colorado en de Grand Canyon.
Op ongeveer zevenjarige leeftijd begon Powell met viool- en pianolessen in Aurora (Illinois). Het was al snel duidelijk dat ze een wonderkind was en vanaf haar negende reisde ze op en neer naar Chicago om pianolessen te volgen bij Agnes Ingersoll en viool te studeren bij William Lewis. Toen ze 13 jaar was, verkocht haar familie het huis om de voortzetting van haar lessen te kunnen financieren. Terwijl haar vader op gehuurde kamers achterbleef, reisde ze met haar moeder en jongere broer William naar Europa. Daar studeerde ze onder andere bij Henry Schradieck aan het conservatorium van Leipzig, bij Charles Dancla aan het Conservatoire de Paris (nadat ze eerste was geworden bij het toelatingsexamen) en volgde ze lessen bij Joseph Joachim aan de Hochschule der Künste Berlin. Op 1885 maakte ze haar debuut onder begeleiding van het Berliner Philharmoniker met Joseph Joachim op de bok, toen ze het vioolconcert in g-mineur van Max Bruch uitvoerde. Ze herhaalde dit succes toen ze na haar terugkeer naar Amerika het stuk speelde met het New York Philharmonic met Theodore Thomas als dirigent.
Verschillende vioolconcerten beleefden hun Amerikaanse première door uitvoeringen van Powell zoals het vioolconcert van Tsjaikovski en het vioolconcert in d-mineur van Sibelius. Ook verzorgde zij onder toeziend oog van de componist zelf de eerste uitvoering van het vioolconcert van Dvořák in Amerika. Powell was een vurig voorvechtster van muziek gemaakt door Amerikanen, vrouwen en zwarte componisten zoals de componist Samuel Coleridge-Taylor, wiens vader uit Sierra Leone afkomstig was. De componist kreeg van Powell de opdracht een vioolconcert te schrijven. Powell heeft zich ook sterk ingezet voor het vioolconcert van Sibelius waardoor deze tot het vioolrepertoire is gaan behoren.
Op 27 november 1919 zakte ze op de bühne in St. Louis, Missouri in elkaar door een hartaanval. Op 8 januari 1920 overleed ze door een volgende hartaanval toen ze op tournee Uniontown, Pennsylvania aandeed.

## Nalatenschap
Powell maakte als een van de eerste instrumentalisten Red seal opnames voor de platenmaatschappij Victor Talking Machine Company in de periode 1904 tot 1919. Met deze platen zette ze de standaard voor latere viooluitvoeringen.
Powell heeft ook muziek bewerkt voor viool en is er muziek speciaal voor haar gecomponeerd en aan haar opgedragen. Van deze muziek is een vierdelige bundel verschenen: 'Maud Powell Favorites' en de Amerikaanse violiste Rachel Barton Fine heeft aan deze muziek een cd gewijd.